# Missa Salisburgensis
La Missa Salisburgensis (ou Messe de Salzbourg) est une messe à 53 voix, vocales et instrumentales, représentant ainsi l'un des sommets de la musique polyphonique baroque, dépassant en complexité contrapuntique et en richesse acoustique le Spem in alium de Thomas Tallis à 40 voix.
Longtemps considérée comme une œuvre anonyme, attribuée à Orazio Benevoli puis à Andreas Hofer, la Missa Salisburgensis est reconnue aujourd'hui comme l'un des chefs-d'œuvre du compositeur Heinrich Biber. Elle a été intégrée au catalogue de ses œuvres sous le numéro C app.101.

## Histoire de la partition

### Attributions
D'abord considérée comme une œuvre anonyme, la Missa Salisburgensis a été redécouverte au début du XXe siècle, publiée en 1903 par Guido Adler. La partition, de dimensions considérables sur manuscrit (57 × 82 cm), fut attribuée à Orazio Benevoli, en supposant que l'œuvre avait été commandée à Rome par le prince-évêque de Salzbourg pour l'inauguration de la cathédrale Saint-Rupert construite par Santino Solari, en  1628. L'examen de l'encre du manuscrit, réalisé par un copiste, établit ensuite que la messe devait avoir été composée vers 1680. 
Par la suite, l'attribution de la messe à Andreas Hofer ou Heinrich Biber fut longtemps sujette à caution : le musicologue Eric Thomas Chafe établit qu'en termes d'« écriture et d'emploi des forces vocales et instrumentales » la partition pouvait encore être attribuée à Hofer, « quoique de manière moins plausible, ». Ce sont des considérations stylistiques qui ont permis au musicologue autrichien Ernst Hintermaier d'établir définitivement la Missa Salisburgensis parmi les chefs-d'œuvre de Biber.

## Composition

### Chœurs
La Missa Salisburgensis est composée pour un ensemble de huit « chœurs », séparés dans l'espace de la cathédrale :
- Choro I : SSAATTBB in concerto et in cappella, orgues I
- Choro II : 1ers et 2ds violons, violes à 4 parties
- Choro III : 4 flûtes, 2 hautbois, 2 clarini
- Choro IV : 2 cornetti, 3 trombones
- Choro V : SSAATTBB in concerto et in cappella
- Choro VI : 1ers et 2ds violons, violes à 4 parties
- Loco I : 4 trompettes naturelles, timbales en ut et en sol
- Loco II : 4 trompettes, timbales en ut et en sol
- Orgues II et basse continue

## Présentation

### PrièresetSonates
Les cinq parties traditionnelles de l'ordinaire de la messe sont présentes, suivies d'un motet ou hymne de célébration monumental, Plaudite Tympana, de même effectif que la messe. Selon l'usage en vigueur à la cour de Salzbourg, le Credo est précédé et suivi de Sonates instrumentales, ce qui porte le nombre de mouvements à huit, dans certains enregistrements.
1. I — Kyrie Eleison
2. II — Gloria
3. — Sonata
4. III — Credo
5. — Sonata
6. IV — Sanctus & Benedictus
7. V — Agnus Dei
8. — Hymne : Plaudite Tympana (C. app.106)

À titre d'exemples, Ton Koopman choisit d'encadrer le Credo avec la Sonata a 7 pour six trompettes, timbales et orgue (C.111) et la Sonata Sancti Polycarpi a 9 (C.113). Reinhard Goebel et Paul McCreesh encadrent ce même mouvement avec les sonates XII et V des Sonatæ tam aris quam aulis servientes (C.125 et C.118).

### Plaudite Tympana
| Plaudite tympana, Clangite classica, Fides accinite, Voces applaudite Choro et jubilo Pastori maximo. Applaude patria, Rupertum celebra. Plaudite tympana, (etc.) Felix dies ter amoena, Dies voluptatum plena, Qua Rupertum celebramus, Qua patronum honoramus, Dies felicissima. O læta gaude patria, O læte plaude gens, Ruperti super sidera Triumphat alta mens. In angelorum millibus In beatorum plausibus triumphat alta mens. Vive Salisburgum, gaude, Magno patri ter applaude In tympanis et vocibus, In barbitis et plausibus. Vive Salisburgum, gaude, Magno patri ter applaude Rupertum celebra, Pastori jubila. Plaudite tympana, (etc.) | Frappez vos tambours, Faites retentir vos trompettes, Chantez à l'unisson, fidèles âmes, Célébrez de vos voix, En chœur et pleins d'allégresse, Le berger suprème. Applaudissez la patrie, Glorifiez Saint Rupert. Frappez vos tambours, (etc.) Jour heureux, jour trois fois charmant, Jour plein de délices Où nous célébrons saint Rupert, Où nous honorons notre saint patron, Jour heureux entre tous. Ô patrie plaisante, réjouis-toi, Ô peuple joyeux, applaudis, Par-delà les étoiles triomphe L'antique sagesse de Rupert. Parmi les myriades d'anges, Sous les approbations des bienheureux Triomphe l'antique sagesse. Prospère Salzbourg, réjouis-toi, Applaudis trois fois ton auguste père Sur les tambours et de tes mille voix, Sur les luths et en tapant des mains. Prospère Salzbourg, réjouis-toi, Applaudis trois fois ton auguste père, Glorifie Saint Rupert, Jubile pour ton berger. Frappez vos tambours, (etc.) |

## Histoire de l'œuvre

### Un contexte exceptionnel

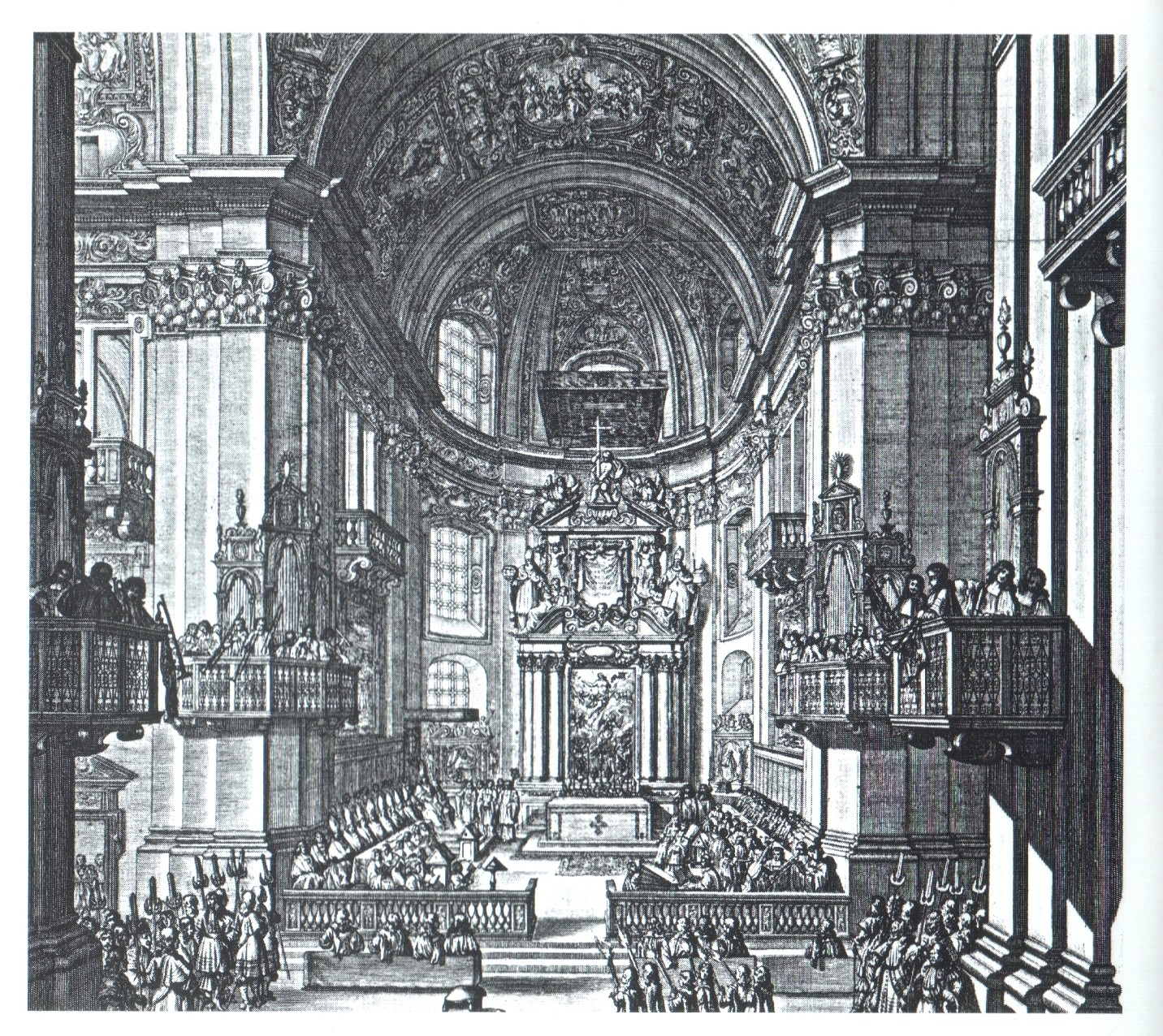
Cathédrale de Salzbourg en 1682 (gravure de Melchior Küsel). Les musiciens sont aux tribunes, tout autour de la nef et sur les piliers du chœur.

La Missa Salisburgensis est une composition polychorale mettant en jeu une spatialisation des chanteurs solistes et des effectifs vocaux et instrumentaux dans la Cathédrale Saint-Rupert de Salzbourg, où l'œuvre fut vraisemblablement créée le 18 octobre 1682 pour célébrer le 1100e anniversaire de la fondation de l'archevêché de Salzbourg, « la cérémonie sans doute la plus importante que Salzbourg ait jamais fêtée au cours de son histoire ». 
Cette cérémonie donna lieu au déploiement d’une pompe alors habituelle en Europe pour ce genre de circonstance, dont on peut encore admirer des effets dans les vitrines des musées : vaisselle en argent ouvragé, coupes en verre et calices en or, vêtements de parade rehaussés de soie et d’argent, sabres, coiffures et chaussures représentant des années de travail dans les ateliers des monastères et dans les échoppes d’artisan, dont les frais étaient couverts par un « tiers état » qui assistait à l’événement muet d’admiration pour ensuite apporter sa « contribution » financière pendant des dizaines d’années.
En plein apogée de l'ère baroque, où rien ne comptait plus que le privilège de l'âge, l'ancienneté de l'archevêché-principauté de Salzbourg avait de quoi faire des jaloux : « le Saint-Empire romain germanique lui-même ne faisait pas le poids ! » Salzbourg trônait à la première place, l'emportait sur la dynastie impériale des Habsbourg et, à l'intérieur de ses frontières, s'appliquait à faire régner un ordre qui fût digne de son rang : nulle part ailleurs le principe cuius regio, eius religio (« Tel prince, telle religion ») n'était appliqué de façon plus stricte, et nulle part ailleurs on ne vit une société superstitieuse au point de faire la chasse aux sorcières la veille de la cérémonie.
Eric Thomas Chafe considère que la gravure de Melchior Küsel représente le concert inaugurant cette célébration, soit la première audition en public de la Missa Saliburgensis.

## Analyse

### Tonalité
La Missa Salisburgensis est composée en ut majeur, du fait de la présence des dix clarini, ou trompettes naturelles (sans pistons) en ut. Paul McCreesh estime que l'on peut regretter « l'omniprésence — inévitable — de la tonalité des trompettes », reconnaissant qu'« une audition plus attentive révèle cependant une facture très subtile, une abondance de motifs de basse obstinée, un caractère simple et populaire dans une grande partie du matériau mélodique et des associations de motifs novatrices dans le Benedictus et l'Agnus Dei, ainsi que les chocs occasionnels de changements harmoniques qui ressortent d’autant plus qu’ils interviennent dans un somptueux festin d’ut majeur » :

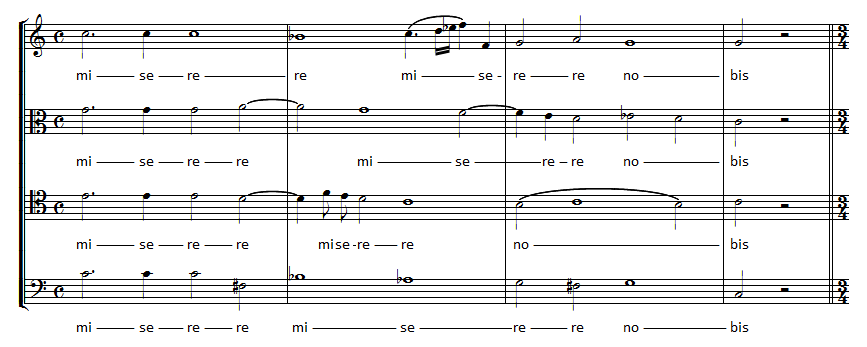
« Miserere Nobis », de l’Agnus Dei.

Tous les instruments ont à jouer des sections en solo, à l'exception des deux hautbois qui doublent systématiquement d'autres parties. Cette distinction est à l'origine d'une confusion, qui présente parfois l'œuvre comme composée pour 54 voix.

### Acoustique
Les deux chœurs in concerto (pour voix solistes, en style concertant) et in cappella (en ensemble polyphonique) totalisent seize lignes vocales, soit « le double des dimensions habituelles des œuvres pour double chœur à huit voix traditionnellement présents dans la cathédrale ». Cependant, en plusieurs endroits de la partition, le compositeur réduit ce nombre aux quatre voix d'un chœur traditionnel (SATB) et use des groupes instrumentaux avec un sens des contrastes et de l'équilibre acoustique :

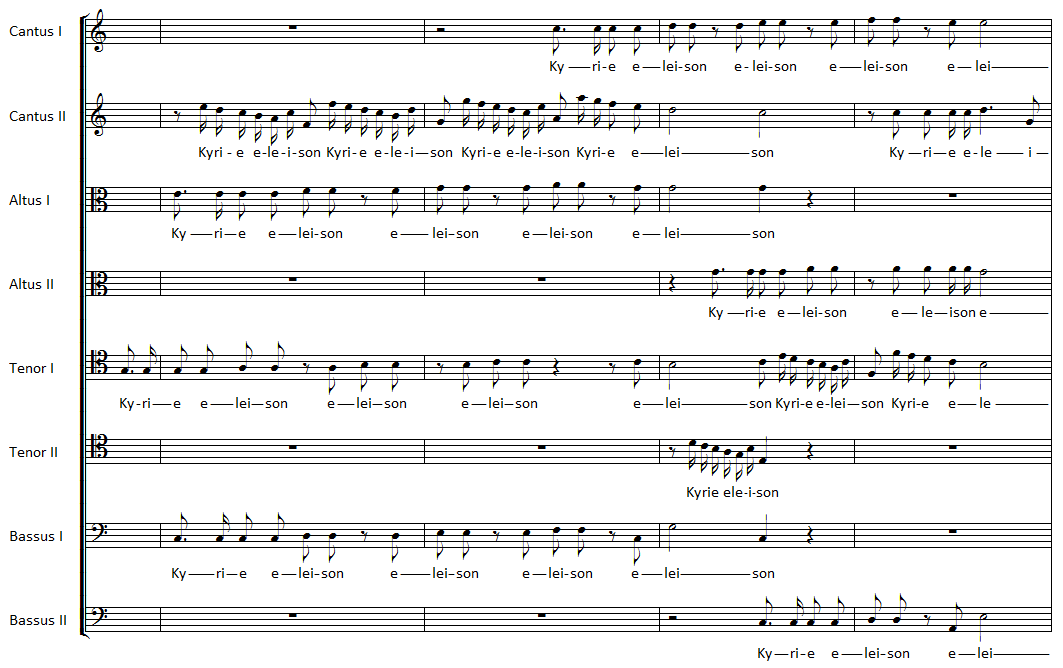
Double sujet de fugue, à deux chœurs, du Kyrie eleison.

## Postérité

### Oubli et redécouverte
Il ne subsiste qu’un exemplaire des deux gravures réalisées à l’occasion de la cérémonie de 1682, « parce que ce genre d’œuvres étaient autrefois simplement collées au mur ». Ainsi, « c’est sans doute également à la poubelle qu’atterrirent le manuscrit et le matériel d’exécution de la Messe de Salzbourg ; seule la partition d’orchestre, réalisée par un copiste professionnel, a survécu et est conservée dans les archives de la cathédrale de Salzbourg ».
L'unique copie de la partition échappa encore à la destruction de manière presque miraculeuse : selon une anecdote largement répandue, elle aurait pu servir à un épicier de Salzbourg pour envelopper les légumes qu'il vendait, au XIXe siècle.

### Jugements contemporains
Selon Paul McCreesh, « Tel l'Everest dominant ses contreforts, la Missa Salisburgensis surplombe l'univers de la musique polychorale et représente le nec plus ultra dans l'expression sonore et spatiale du pouvoir divin et politique ».

### Éditions
Manuscrit
- Missa Salisburgensis, fac-simile du manuscrit consultable au Musée de Salzbourg, anciennement appelé musée Carolino Augusteum.

Éditions modernes
- (de) Guido Adler, Denkmäler der Tonkunst in Österreich, Vienne, Österreichischer Bundesverlag, volume 20 (1903)
- (en) Timothy Helmut Cierpke, Festmesse für 53 Stimmen (Missa Salisburgensis) : a modern performance, edited with a conductor's analysis and historical study, New York, 421 p. (1987)

### Ouvrages généraux
- (de) August Wilhelm Ambros, Geschichte der Musik, Breslau, Leuckart, 1881 (2e édition), 592 p. (lire en ligne)
- (en) George J. Buelow, A History of Baroque Music, Indianapolis, Indiana University Press, 2004, 701 p. (ISBN 978-0-253-34365-9, lire en ligne)
- (en) Tom L. Naylor, The trumpet and trombone in graphic arts : 1500-1800, Nashville, The Brass Press, coll. « Brass research series » (no 9), 1979, 200 p. (ISBN 0-914282-20-4, OCLC 4775279)
- (en) Julie Anne Sadie, Companion to Baroque Music, Los Angeles, University of California Press, 1998, 549 p. (ISBN 978-0-520-21414-9, lire en ligne)
- (en) John Spitzer et Neal Zaslaw, The Birth of the Orchestra : History of an Institution, 1650-1815, Oxford University Press, 2004, 614 p. (ISBN 978-0-19-816434-0, lire en ligne)
- (de) Peter Schöttler, Patrice Veit et Michael Werner (trad. Etienne François), Plurales Deutschland — Allemagne plurielle, Wallstein Verlag, 1999, 368 p. (ISBN 978-9-052-01457-9)
- Laurence Wuidar, Canons énigmes et hiéroglyphes musicaux dans l'Italie du XVIIe siècle, Paris, Peter Lang, coll. « Études de musicologie » (no 1), 2008, 265 p. (ISBN 978-90-5201-457-9, ISSN 2031-2431, lire en ligne)

### Ouvrages spécialisés
- (en) Charles Everett Brewer, The Instrumental Music of Schmeltzer, Biber, Muffat and their Contemporaries, Farnham, Ashgate Publishing, Ltd., 2011, 440 p. (ISBN 978-1-4094-9422-5, lire en ligne)
- (en) Eric Thomas Chafe, The Church Music of Heinrich Biber, Ann Arbor, UMI Research Press, coll. « Studies in musicology » (no 95), 1987, 305 p. (ISBN 0-8357-1770-4, OCLC 15053153)
- (de) Ernst Hintermaier, Missa Salisburgensis, « Neue Erkenntnisse über Entstehung, Autor und Zweckbestimmung », Vienne, Musicologica Austriaca (no 1), 1977
- (en) Rick Marschall, Johann Sebastian Bach, New York, Thomas Nelson Inc, coll. « Christian Encounters Series », 2011, 192 p. (ISBN 978-1-59555-391-1, lire en ligne)
- (de) Sebastian Posse, Thomas Tallis' Spem in alium im Kontext der zeitgenössischen Mehrchörigkeit, Hambourg, Bachelor + Master Publication, 2013, 52 p. (ISBN 978-3-95549-385-1)
- (de) Gerhard Walterskirchen, Heinrich Franz Biber (1644-1704) Kirchen- und Instrumentalmusik, Salzbourg, Selke Verlag, coll. « Veröffentlichungen zur Salzburger Musikgeschichte » (no 6), 1997, 176 p. (ISBN 978-3-901353-15-4)